# 李克曼
皮埃尔·里克曼斯（法語：Pierre Ryckmans，1935年9月28日—2014年8月11日），漢名李克曼，笔名为西蒙·莱斯（Simon Leys），出生于比利时布鲁塞尔，汉学家、作家和文学评论家。他写过一系列有关中国文化大革命的书籍，也翻译过包括《论语》，石涛的「绘画」在内的一些中文著作。

## 生平
李克曼就讀天主教鲁汶大学，主修法文、英文及法律。曾经就读新亚书院（现为香港中文大学）。1955年，就讀大學期間，首次拜訪中國。之後前往台灣，在台湾学习中国的语言、文学与艺术。完成學業後，曾在新加坡以及香港工作。在香港九龍居住2年，實地接觸中國人後，開始了解文化大革命與中國現況。
1970年定居澳大利亚，他来到澳大利亚国立大学教授中国文学，他的学生中包括了澳大利亚总理陆克文。1972年他作为比利时大使馆文化随员在中国呆了半年。之后的1987到1993年间，他则前往悉尼大学担任中国文学教授。
1971年，出版《毛主席的新装》。李克曼曾透露，为避免被中国认为是「不受欢迎的人」，他使用假名。他选择了维克多·谢阁兰小说《勒内·莱斯》（René Leys）的主人公莱斯作为笔名。
1986年在法国出版了长篇小说《拿破仑之死》(The Death of Napoleon)，2002年被改编为电影。2004年，他獲得奇諾·德爾·杜卡世界獎。2011年，他的文集《无用堂文存》(The Hall of Uselessness)。
2014年8月11日于澳大利亚悉尼家中因癌症逝世。